# Стефаник, Василий Семёнович

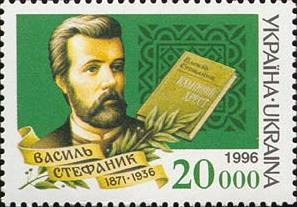
Василий Стефаник на почтовой марке Украины, 1996 год

Василий Семёнович Стефаник (14 мая 1871, село Русов, Округ Снятин, Галиция и Лодомерия, Австро-Венгрия — 7 декабря 1936, там же, на тот момент — Польша) — украинский писатель.

## Биография
Родился в семье зажиточного крестьянина.
Учился в Русовской начальной школе (с 1878), Снятинской городской школе (с 1880), затем в польской гимназии в Коломые. Был исключён из Коломыйской гимназии за участие в тайном ученическом обществе. Окончил среднее образование в гимназии в Дрогобыче.
В 1895 году за участие в предвыборной кампании Русско-украинской радикальной партии в сейм Стефаник был арестован и две недели провёл в коломыйской тюрьме. Высшее образование получил на медицинском и философском факультетах в Вене и Кракове, где сблизился с польскими импрессионистами. Общение с представителями общества писателей «Молодая Польша» заставило Стефаника сменить интерес к медицине на интерес к литературе и заняться творчеством.
В 1897 году газета «Праця» («Работа») в Черновцах опубликовала несколько новелл Стефаника, в 1899 году в том же городе вышел первый сборник Стефаника «Синяя книжечка», высоко оцененный литературной критикой русинской интеллигенции. Такую же высокую оценку заслужили следующие сборники автора «Каменный крест» (1900), «Дорога» (1901), «Моё слово» (1905). Произведения Стефаника были переведены на немецкий, русский и итальянский языки. В 1903 году Стефаник познакомился с рядом деятелей украинской литературы, в том числе Михаилом Коцюбинским и Лесей Украинкой. В 1904 женился (жена умерла в феврале 1914 года), имел троих сыновей — Семёна, Кирилла, Юрия.
В 1910 году Стефанику перешло родительское наследство в родном селе, куда он переехал и где прожил до конца жизни.
В 1908—1918 годах — депутат австрийского парламента от Русско-украинской радикальной партии. Вновь вернулся к литературе в 1916 году.
После Первой мировой войны появились его сборник «Земля» (1926), а также юбилейное издание «Произведения» (1933).
В 1928 году Стефанику была назначена персональная пенсия от советского правительства, от которой тот отказался в 1933 году в знак протеста против голода и репрессий в УССР.
Умер после тяжёлого воспаления лёгких.

## Особенности творчества
Писал главным образом новеллы о жизни и нравах галицийской деревни. В целом ряде новелл («Поджигатель» (укр. Палій), «Суд», «Кленовые листки» (укр. Суд, Кленові листки), «Новость» (укр. Новина), «Каменный крест» (укр. Камінний хрест), «Имей» (укр. Май), «Злодей» (укр. Злодій), «Лесева фамилия» (укр. Лесева фамілія), «Казнился» (укр. Стратився), «Выводили из села» (укр. Виводили з села) и др.) Стефаник показал быт угнетённого галицкого трудящегося крестьянства в условиях капиталистической действительности, отразив проявления «идиотизма деревенской жизни», бесперспективное существование в изнуряющем труде. Персонажи у Стефаника несут на себе печать фаталистической обречённости. Подчеркивая биологическое начало в человеке, Стефаник уделял иногда много внимания патологическим явлениям («Басарабы») или проявлениям глубокого одичания («Злодей»). Рассказы, написанные во время империалистической войны, имеют пацифистский оттенок.
Для художественного метода писателя характерно сочетание экспрессионизма с натуралистическими тенденциями.

## Семья
Жена — Ольга Виктория (1871—1914), дочь депутата Галицкого сейма священника К. Гаморака.
- Старший сын В. С. Стефаника, Семён (1904—1981) стал советским государственным и общественным деятелем. В 1953—1954 годах был заместителем председателя Совета министров Украинской ССР, в 1954—1969 годах занимал пост председателя Львовского облисполкома.[источник не указан 2840 дней]
- Младший сын В. С. Стефаника Юрий (1909—1985), пойдя по стопам отца, стал писателем и журналистом. До 1944 года жил на Западной Украине, сотрудничая первоначально с советскими, а после немецкой оккупации — и с немецкими властями. В 1944 году эмигрировал сначала в Германию, а затем — в Канаду, где и прожил до самой смерти.

## Память
- В 1941 году в доме писателя в с. Русове открыт литературно-мемориальный музей.
- В 1996 году была выпущена почтовая марка Украины, посвященная Стефанику.
- Василию Стефанику во Львове установлен памятник перед входом в Львовскую научную библиотеку, которая носит его имя. Памятник был возведён в 1971 году, авторами проекта являются скульптор В. Сколоздра и архитектор М. Вензилович.[6]
- Его имя носит Ивано-Франковский государственный педагогический институт.

### Сборники рассказов
- Синя книжечка. Образки, Чернівці, 1899 (переизд. 1914).
- Камінний хрест, Львов, 1900.
- Дорога, Львов, 1901.
- Моє слово, Львов, 1905.
- Мемориальная доска Василию Стефанику на фасаде дома по ул. Ю. Опильского, 6 в ТернополеОповідання, СПБ, 1905 (Київ, 1919).
- Вибрані твори, ДВУ, 1927.
- Твори, ДВУ, 1929, 3-е изд.

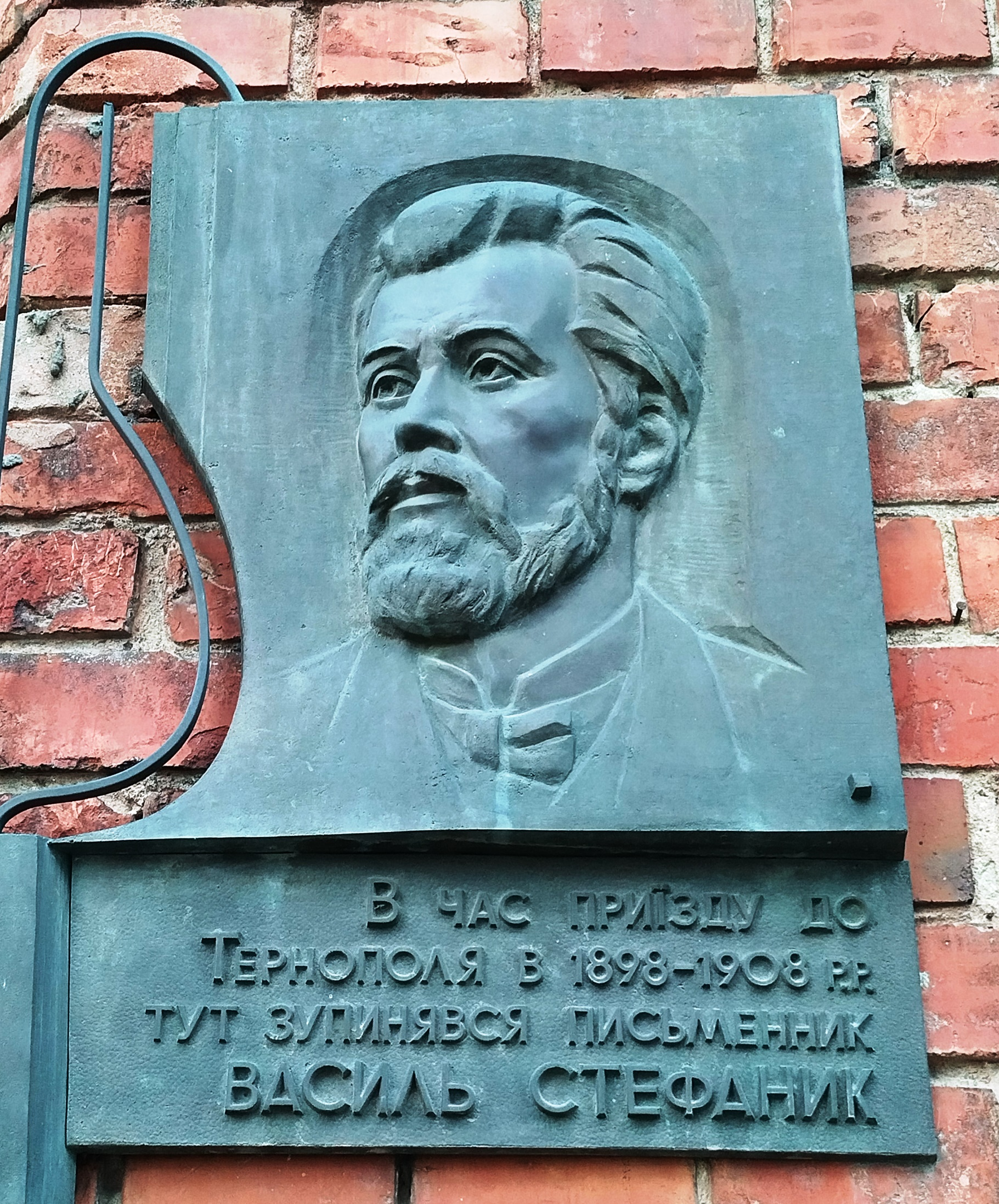
Мемориальная доска Василию Стефанику на фасаде дома по ул. Ю. Опильского, 6 в Тернополе

- Повне зібрання творів у 3 томах, 1949—1954.

Кроме того ряд мелких изданий «Книгоспілка», ДВУ, «Рад. літ.».

## Экранизации
- «Каменный крест», режиссёр Леонид Осыка, 1968. По новеллам «Вор» и «Каменный крест».